# Piirissaar
Piirissaar (deutsch Porka) ist eine estnische Binneninsel im Kreis Tartu.
Mit einer Fläche von 7,8 km² ist Piirissar die größte Insel im Peipus-See. Sie liegt ca. 15 km von der Mündung des Emajõgi (deutsch: Embach) entfernt. Piirissaar befindet sich ca. 1 bis 2 Meter über dem Wasserspiegel des Sees.
Die erste feste Besiedelung geht wahrscheinlich auf die Zeit des Nordischen Kriegs zurück. Auf der Flucht vor der Kirchenreform in Russland ließen sich dort Altgläubige nieder und suchten Schutz vor dem Kriegsdienst. Auch heute bekennt sich die Mehrheit der Bewohner zu dieser Glaubensrichtung. Im Zweiten Weltkrieg war die Insel im Februar 1944 schwersten Angriffen der deutschen Luftwaffe ausgesetzt.
Heute befinden sich auf der Insel die drei Dörfer Piiri, Saare und Tooni. Sie bilden die Gemeinde Piirissaare. Die Zahl der Einwohner ist von ca. 700 im Jahr 1920 auf 86 im Jahr 2006 gefallen. Die Verbliebenen leben hauptsächlich vom Fischfang und dem Zwiebel-Anbau.
Seit 1991 ist Piirissaar Naturschutzgebiet im Rahmen des Programms Natura 2000.